# ATI Radeon HD 2000
ATI Radeon HD 2000 je řada grafických karet kanadské firmy ATI postavená na jádru R600 , která byla představena 14. května 2007. Používá 80/65nm proces. Byly vydány verze R600, RV610, RV630. R600 je označení pro nejvyšší model HD 2900 XT. Umisťují se do slotu PCI-E 1.1 16x (je kompatibilní s verzí 2.0). Podporují DirectX 10, Shader model 4.1 a OpenGL 3.0. Jména pro grafické karty se volí podle vzoru Radeon HD 2x00 xx, například HD 2400 Pro, HD 2600 XT, HD 2900 GT, atd.

## Popis

### PCB
Na PCB najdeme GPU variantu R600, grafickou paměť DDR2 – GDDR4, napájecí obvody, výstupy (DVI, HDMI, …), sběrnici PCI-Express pro komunikaci se základní deskou a další součástky.
- Grafický čip R600
  - Čip obsahuje 5D unifikované shadery, ROPs a TMUs jednotky, řadič paměti a další součásti.
  - Vyráběný u TSMC.

### Podpora
Podporuje DirectX 10, Shader model 4.1 a OpenGL 3.0. A umisťuje se do slotu PCI-E 1.1 16x (je kompatibilní s verzí 1.1). Dále podporuje CrossFireX, který umožňuje zapojení až 4 čipů a teoreticky zvýšení výkonu až 4x, ale běžně to je zhruba do 2,5x.

### Obchodní trh
AMD se s touto řadou začala věnovat více poměru ceny/výkon a agresivnější cenové politice.

### Modely
- Nižší třída
  - HD 2400 Pro
  - HD 2400 XT
- Střední třída
  - HD 2600 Pro
  - HD 2600 XT
- Nejvyšší třída
  - HD 2900 GT
  - HD 2900 Pro
  - HD 2900 XT

## Řady

### HD 2400
Grafiky určené do HTPC a kanceláří, případně na nenáročné hraní starších her. Díky stavbě čipu nepodává velký 3D výkon, přesto stačí na akceleraci videí a zobrazování standardních 2D/3D scén. Čip RV610 obsahuje 40 5D unifikovaných shaderů, dále 4 TMUs jednotek a 4 ROPs jednotky. Díky limitu 64bitové sběrnice a propustnosti, se nedá čekat vysoký výkon paměťové části. Výrobci dávají, jak pasivní, tak aktivní chladiče, díky spotřebě do 50 W. Dodává se buďto s 256 nebo 512 MB paměti. Hlavní rozdíl mezi HD 2400 Pro a HD 2400 je v použitých pamětech DDR2/GDDR3 a frekvencích.
| Specifikace GPU | Specifikace GPU | Specifikace GPU | Specifikace GPU             | Specifikace GPU | Specifikace GPU | Specifikace GPU | Specifikace GPU             | Specifikace GPU | Specifikace GPU |
| --------------- | --------------- | --------------- | --------------------------- | --------------- | --------------- | --------------- | --------------------------- | --------------- | --------------- |
| Grafika         | Název jádra     | Nanotechnologie | Počet unifikovaných shaderů | Frekvence čipů  | TMUs jednotky   | ROPs jednotky   | Počet tranzistorů (miliony) | TDP             |                 |
| HD 2400 Pro     | RV610 LE        | 65 nm           | 8 5D (40 SP)                | 525 MHz         | 4               | 4               | N/A                         | N/A             |                 |
| HD 2400 XT      | RV720 LE        | 65 nm           | 8 5D (40 SP)                | 700 MHz         | 4               | 4               | N/A                         | N/A             |                 |

| Teoretický výkon | Teoretický výkon  | Teoretický výkon | Teoretický výkon |
| ---------------- | ----------------- | ---------------- | ---------------- |
| Grafika          | Texture Fill Rate | Pixel Fill Rate  | Teoretický výkon |
| HD 2400 Pro      | 2,1 GT/s          | 2,1 GP/s         | 32 Gigaflops     |
| HD 2400 XT       | 2,8 GT/s          | 2,9 GP/s         | 56 Gigaflops     |

| Paměť       | Paměť            | Paměť               | Paměť                   | Paměť              |
| ----------- | ---------------- | ------------------- | ----------------------- | ------------------ |
| Grafika     | Frekvence pamětí | Standardní velikost | Šířka paměťové sběrnice | Propustnost pamětí |
| HD 2400 Pro | 800 MHz DDR2     | 256, 512 MB         | 64bit                   | 6,4 GB/s           |
| HD 2400 XT  | 1,6 GHz GDDR3    | 256 MB              | 64bit                   | 12,8 GB/s          |

### HD 2600
Řada mířená do střední/nižší třídy. Patří sem HD 2600 Pro a HD 2600 XT. Výkon je dostačující pro nenáročné hraní moderních titulů. Čip RV635 obsahuje 120 5D unifikovaných shaderů, dále 8 TMUs jednotek a 4 ROPs jednotky. Najdete zde méně limitující 128bitovou sběrnici, na výkon čipu stačí bohatě. Výrobci dávají, jak pasivní, tak aktivní chladiče a to díky spotřebě do 75 W. Dodává se buďto s 256 nebo 512 MB paměti.
| Specifikace GPU | Specifikace GPU | Specifikace GPU | Specifikace GPU             | Specifikace GPU | Specifikace GPU | Specifikace GPU | Specifikace GPU             | Specifikace GPU | Specifikace GPU |
| --------------- | --------------- | --------------- | --------------------------- | --------------- | --------------- | --------------- | --------------------------- | --------------- | --------------- |
| Grafika         | Název jádra     | Nanotechnologie | Počet unifikovaných shaderů | Frekvence čipů  | TMUs jednotky   | ROPs jednotky   | Počet tranzistorů (miliony) | TDP             |                 |
| HD 2600 Pro     | RV630           | 65 nm           | 24 5D (120 SP)              | 600 MHz         | 8               | 4               | N/A                         | N/A             |                 |
| HD 2600 XT      | RV630           | 65 nm           | 24 5D (120 SP)              | 800 MHz         | 8               | 4               | N/A                         | N/A             |                 |

| Teoretický výkon | Teoretický výkon  | Teoretický výkon | Teoretický výkon |
| ---------------- | ----------------- | ---------------- | ---------------- |
| Grafika          | Texture Fill Rate | Pixel Fill Rate  | Teoretický výkon |
| HD 2600 Pro      | 4,8 GT/s          | 2,4 GP/s         | 144 Gigaflops    |
| HD 2600 XT       | 6,4 GT/s          | 3,2 GP/s         | 192 Gigaflops    |

| Paměť       | Paměť                   | Paměť               | Paměť                   | Paměť              |
| ----------- | ----------------------- | ------------------- | ----------------------- | ------------------ |
| Grafika     | Frekvence pamětí        | Standardní velikost | Šířka paměťové sběrnice | Propustnost pamětí |
| HD 2600 Pro | 1,4 GHz DDR2/GDDR3      | 256/512 MB          | 128bit                  | 22,4 GB/s          |
| HD 2600 XT  | 1,8/2,2 GHz GDDR3/GDDR4 | 256/512 MB          | 128bit                  | 28,8/35,2 GB/s     |

### HD 2900
Řada vyšší třídy, která dostačuje výkonem na většinu potřeb náročných lidí. Čip a návrh karty je stavěn pro vysoký výkon potřebný pro zapnutí Anti-aliasing (vyhlazování hran), vysokou kvalitu textur a další. Mezi jednočipovými grafikami je to nejvyšší řada. Čip RV600 obsahuje 320 5D unifikovaných shaderů, dále 12 nebo 16 TMUs jednotek a 12 nebo 16 ROPs jednotek. 256- nebo 512bitové sběrnici sekunduje buďto GDDR3 nebo GDDR4. Výrobci dávají pouze aktivní (v nezatíženém stavu může běžet pouze na pasivní chlazení) chladiče, spotřeba je od 180 do 230 W podle daného modelu. Dodává se buďto 265 MB nebo až 1 GB paměti.
| Specifikace GPU | Specifikace GPU | Specifikace GPU | Specifikace GPU             | Specifikace GPU | Specifikace GPU | Specifikace GPU | Specifikace GPU             | Specifikace GPU | Specifikace GPU |
| --------------- | --------------- | --------------- | --------------------------- | --------------- | --------------- | --------------- | --------------------------- | --------------- | --------------- |
| Grafika         | Název jádra     | Nanotechnologie | Počet unifikovaných shaderů | Frekvence čipů  | TMUs jednotky   | ROPs jednotky   | Počet tranzistorů (miliony) | TDP             | Plocha          |
| HD 2900 GT      | R600 GT         | 80 nm           | 48 5D (240 SP)              | 600 MHz         | 12              | 12              | 700                         | N/A             | N/A             |
| HD 2900 Pro     | R600 PRO        | 80 nm           | 64 5D (320 SP)              | 600 MHz         | 16              | 16              | 700                         | 175 W           | N/A             |
| HD 2900 XT      | R600 XT         | 80 nm           | 64 5D (320 SP)              | 743 MHz         | 16              | 16              | 700                         | 215 W           | 420 mm2         |

| Teoretický výkon | Teoretický výkon  | Teoretický výkon | Teoretický výkon |
| ---------------- | ----------------- | ---------------- | ---------------- |
| Grafika          | Texture Fill Rate | Pixel Fill Rate  | Teoretický výkon |
| HD 2900 GT       | 7,2 GT/s          | 7,2 GP/s         | 288 Gigaflops    |
| HD 2900 Pro      | 9,6 GT/s          | 9,6 GP/s         | 384 Gigaflops    |
| HD 2900 XT       | 11,9 GT/s         | 11,9 GP/s        | 475 Gigaflops    |

| Paměť       | Paměť                 | Paměť               | Paměť                   | Paměť              |
| ----------- | --------------------- | ------------------- | ----------------------- | ------------------ |
| Grafika     | Frekvence pamětí      | Standardní velikost | Šířka paměťové sběrnice | Propustnost pamětí |
| HD 2900 GT  | 1,6 GHz GDDR3         | 256 MB              | 256bit                  | 51,2 GB/s          |
| HD 2900 Pro | 1,6/2 GHz GDDR3/GDDR4 | 0,5/1 GB            | 512bit                  | 102,4/128,0 GB/s   |
| HD 2900 XT  | 1,7/2 GHz GDDR3/GDDR4 | 0,5/1 GB            | 512bit                  | 105,6/128,0 GB/s   |